# Montmachoux
Cet article possède un paronyme, voir Montmahoux.
Montmachoux est une commune française située dans le département de Seine-et-Marne en région Île-de-France.

## Géographie

### Localisation

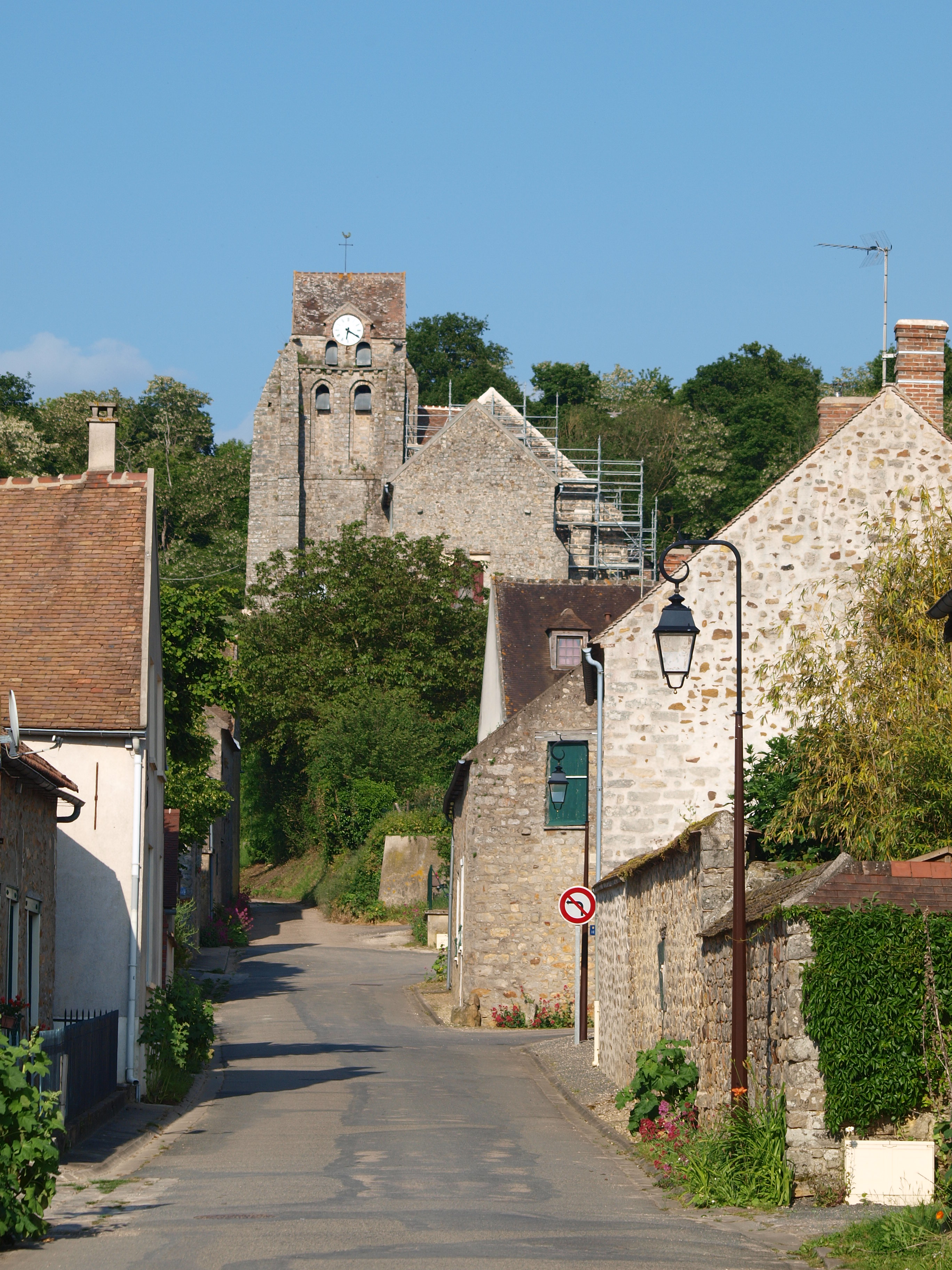
Ambiance de la commune. Au fond, l'église.

Montmachoux se situe au sud-est de la Seine-et-Marne, à la limite des régions Île-de-France, Bourgogne (département de l'Yonne) et Centre-Val de Loire (département du Loiret) et à 8,5 km au sud de Montereau-Fault-Yonne.

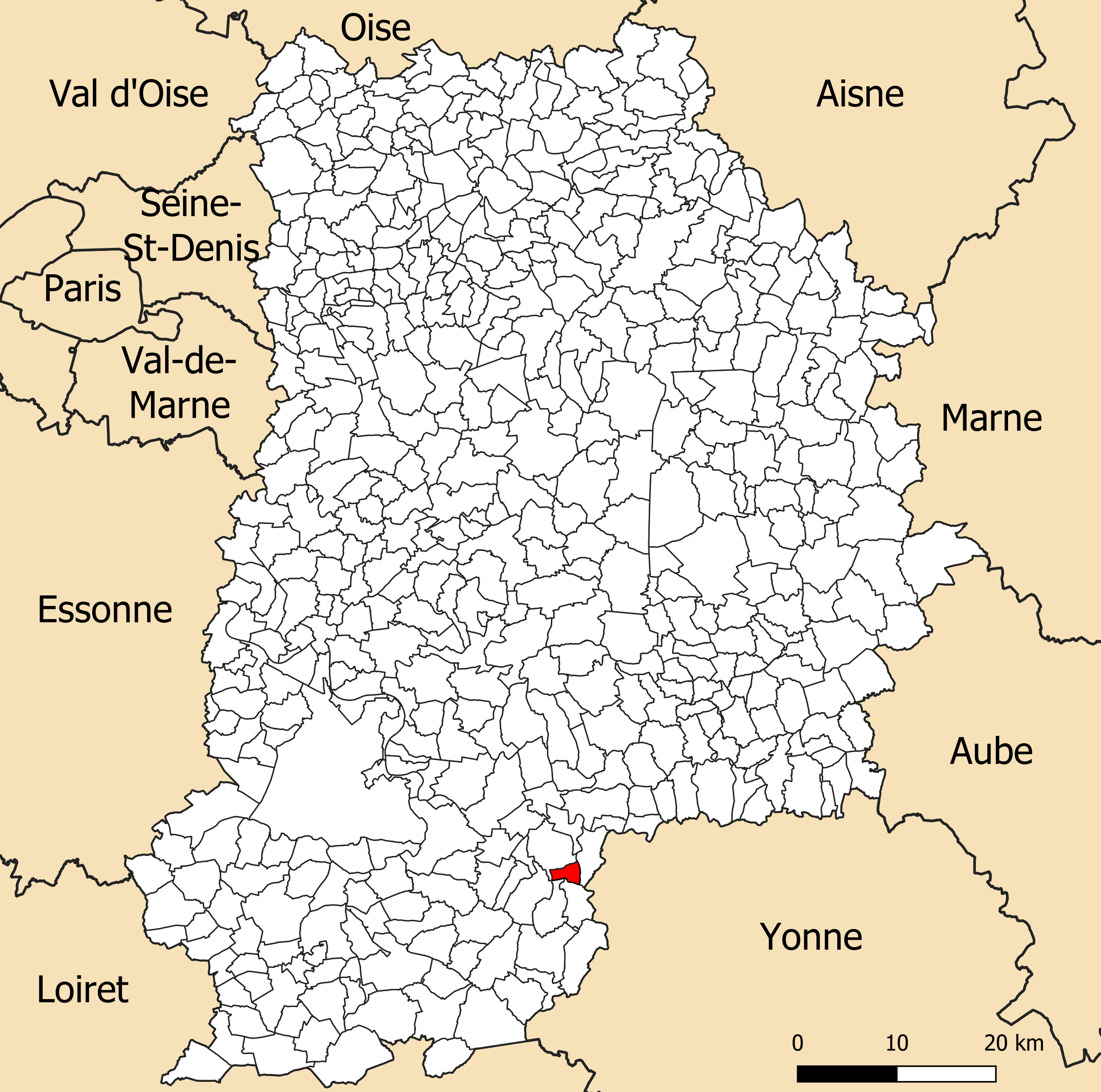
Localisation de la commune de Montmachoux dans le département de Seine-et-Marne.

### Communes limitrophes

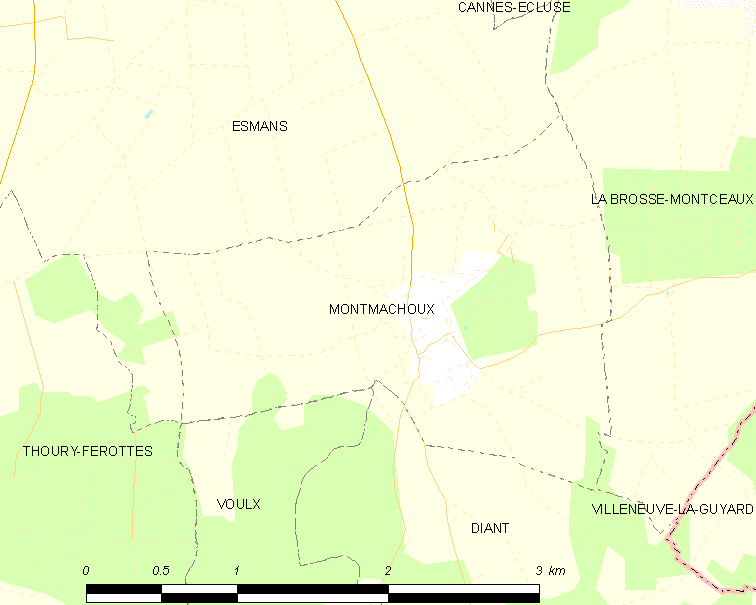
Carte des communes limitrophes de Montmachoux.

| Esmans          |             | La Brosse-Montceaux |
|                 | Montmachoux |                     |
| Thoury-Férottes | Voulx       | Diant               |

### Géologie et relief
L'altitude varie de 96 mètres à 155 mètres pour le point le plus haut , le centre du bourg se situant à environ 130 mètres d'altitude (mairie). La commune est classée en zone de sismicité 1, correspondant à une sismicité très faible.

### Hydrographie
Il n'existe aucun réseau hydrographique de surface.

### Climat
Pour des articles plus généraux, voir Climat de l'Île-de-France et Climat de Seine-et-Marne.
En 2010, le climat de la commune est de type climat océanique dégradé des plaines du Centre et du Nord, selon une étude du CNRS s'appuyant sur une série de données couvrant la période 1971-2000. En 2020, Météo-France publie une typologie des climats de la France métropolitaine dans laquelle la commune est exposée à un climat océanique altéré et est dans la région climatique Nord-est du bassin Parisien, caractérisée par un ensoleillement médiocre, une pluviométrie moyenne régulièrement répartie au cours de l’année et un hiver froid (3 °C).
Pour la période 1971-2000, la température annuelle moyenne est de 10,7 °C, avec une amplitude thermique annuelle de 15,4 °C. Le cumul annuel moyen de précipitations est de 733 mm, avec 11,7 jours de précipitations en janvier et 7,7 jours en juillet. Pour la période 1991-2020, la température moyenne annuelle observée sur la station météorologique la plus proche, située sur la commune de La Brosse-Montceaux à 3 km à vol d'oiseau, est de 12,0 °C et le cumul annuel moyen de précipitations est de 652,9 mm,. Pour l'avenir, les paramètres climatiques de la commune estimés pour 2050 selon différents scénarios d'émission de gaz à effet de serre sont consultables sur un site dédié publié par Météo-France en novembre 2022.
| Mois                                  | jan.             | fév.             | mars           | avril         | mai           | juin           | jui.           | août         | sep.           | oct.            | nov.            | déc.             | année      |
| ------------------------------------- | ---------------- | ---------------- | -------------- | ------------- | ------------- | -------------- | -------------- | ------------ | -------------- | --------------- | --------------- | ---------------- | ---------- |
| Température minimale moyenne (°C)     | 2                | 1,8              | 3,7            | 5,6           | 9,2           | 12,3           | 14,4           | 14,2         | 11,1           | 8,5             | 4,9             | 2,6              | 7,5        |
| Température moyenne (°C)              | 4,5              | 5                | 8,1            | 10,9          | 14,6          | 18             | 20,4           | 20,2         | 16,4           | 12,5            | 7,8             | 5,1              | 12         |
| Température maximale moyenne (°C)     | 7                | 8,3              | 12,6           | 16,3          | 20            | 23,6           | 26,4           | 26,1         | 21,7           | 16,6            | 10,7            | 7,5              | 16,4       |
| Record de froid (°C) date du record   | −20,5 17.01.1985 | −14,8 25.02.1986 | −10,4 01.03.05 | −3,5 09.04.03 | −0,1 03.05.21 | 2,5 04.06.1991 | 5,2 04.07.1984 | 4 29.08.1986 | 1,5 19.09.1977 | −3,2 30.10.1997 | −9,2 24.11.1998 | −15,5 31.12.1985 | −20,5 1985 |
| Record de chaleur (°C) date du record | 16,5 01.01.23    | 21,4 27.02.19    | 25,4 31.03.21  | 28,5 25.04.07 | 32,5 28.05.17 | 38,9 27.06.11  | 42,9 25.07.19  | 40 06.08.03  | 35,5 14.09.20  | 31 01.10.1985   | 22,5 07.11.15   | 18,3 16.12.1989  | 42,9 2019  |
| Précipitations (mm)                   | 51               | 47,7             | 47,5           | 51,7          | 60,1          | 53,3           | 51,6           | 52,3         | 51,3           | 63,3            | 59,9            | 63,2             | 652,9      |

### Milieux naturels et biodiversité

#### Espaces protégés
La protection réglementaire est le mode d’intervention le plus fort pour préserver des espaces naturels remarquables et leur biodiversité associée,.
Un  espace protégé est présent sur la commune : 
la zone centrale de la réserve de biosphère « Fontainebleau et Gâtinais », créée en 1998 et d'une superficie totale de 150 544 ha (46 056 ha pour la zone centrale). Cette réserve de biosphère, d'une grande biodiversité, comprend trois grands ensembles : une grande moitié ouest à dominante agricole, l’emblématique forêt de Fontainebleau au centre, et le Val de Seine à l’est. La structure de coordination est l'Association de la Réserve de biosphère de Fontainebleau et du Gâtinais, qui comprend un conseil scientifique et un Conseil Education, unique parmi les Réserves de biosphère françaises,.

## Urbanisme

### Typologie
Au 1er janvier 2024, Montmachoux est catégorisée commune rurale à habitat dispersé, selon la nouvelle grille communale de densité à sept niveaux définie par l'Insee en 2022.
Elle est située hors unité urbaine. Par ailleurs la commune fait partie de l'aire d'attraction de Paris, dont elle est une commune de la couronne,. Cette aire regroupe 1 929 communes,.

### Lieux-dits et écarts
La commune compte 43 lieux-dits administratifs répertoriés consultables ici (source : le fichier Fantoir).
L’habitat est regroupé en un bourg au bâti de qualité, au milieu d’un territoire agricole de 440 hectares.

### Occupation des sols
L'occupation des sols de la commune, telle qu'elle ressort de la base de données européenne d’occupation biophysique des sols Corine Land Cover (CLC), est marquée par l'importance des territoires agricoles (90,9 % en 2018), une proportion identique à celle de 1990 (90,9 %). La répartition détaillée en 2018 est la suivante : 
terres arables (82,5% ), forêts (9,1% ), zones agricoles hétérogènes (8,3 %).
Parallèlement, L'Institut Paris Région, agence d'urbanisme de la région Île-de-France, a mis en place un inventaire numérique de l'occupation du sol de l'Île-de-France, dénommé le MOS (Mode d'occupation du sol), actualisé régulièrement depuis sa première édition en 1982. Réalisé à partir de photos aériennes, le Mos distingue les espaces naturels, agricoles et forestiers mais aussi les espaces urbains (habitat, infrastructures, équipements, activités économiques, etc.) selon une classification pouvant aller jusqu'à 81 postes, différente de celle de Corine Land Cover,,. L'Institut met également à disposition des outils permettant de visualiser par photo aérienne l'évolution de l'occupation des sols de la commune entre 1949 et 2018.

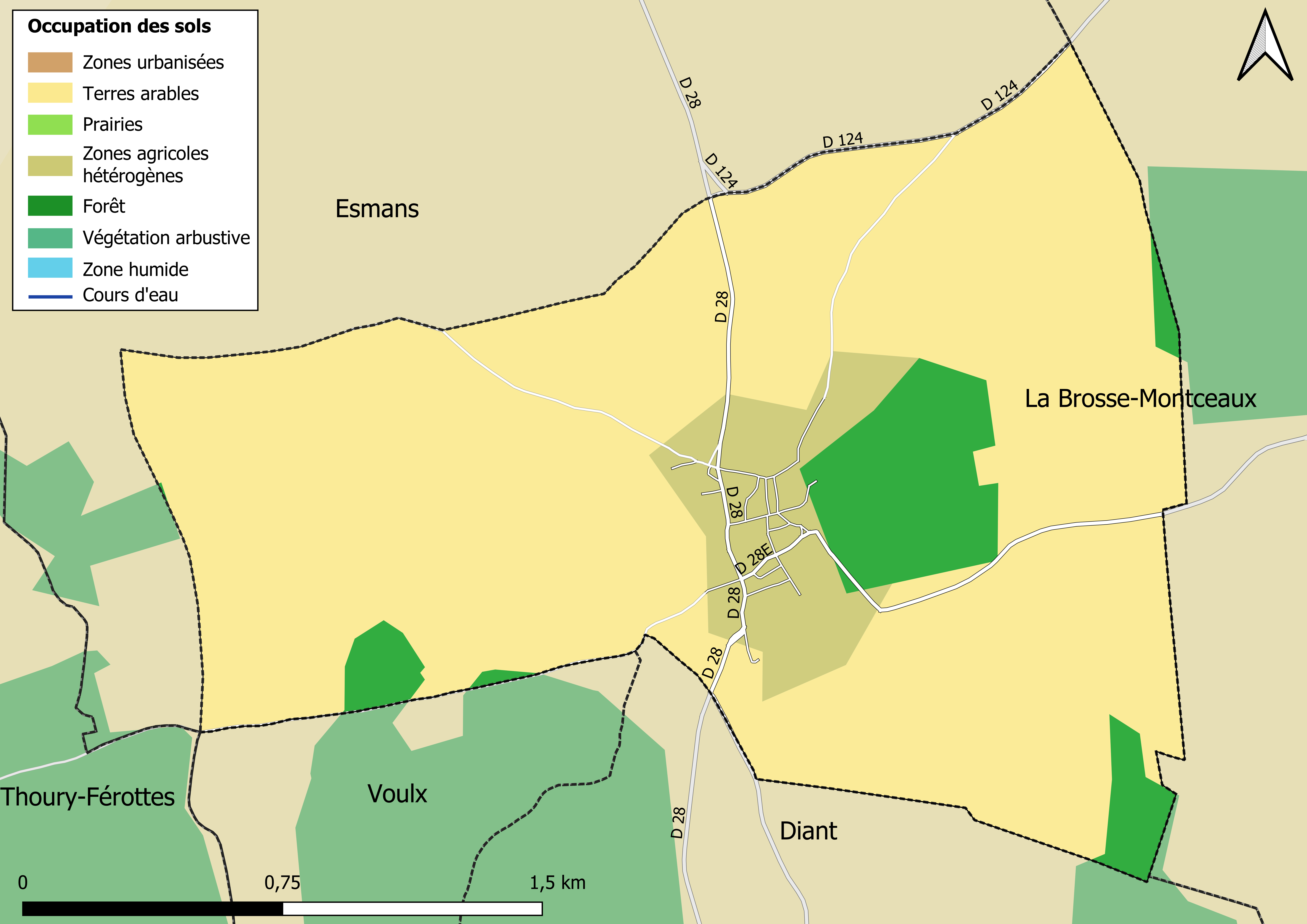
Carte des infrastructures et de l'occupation des sols en 2018 (CLC) de la commune.
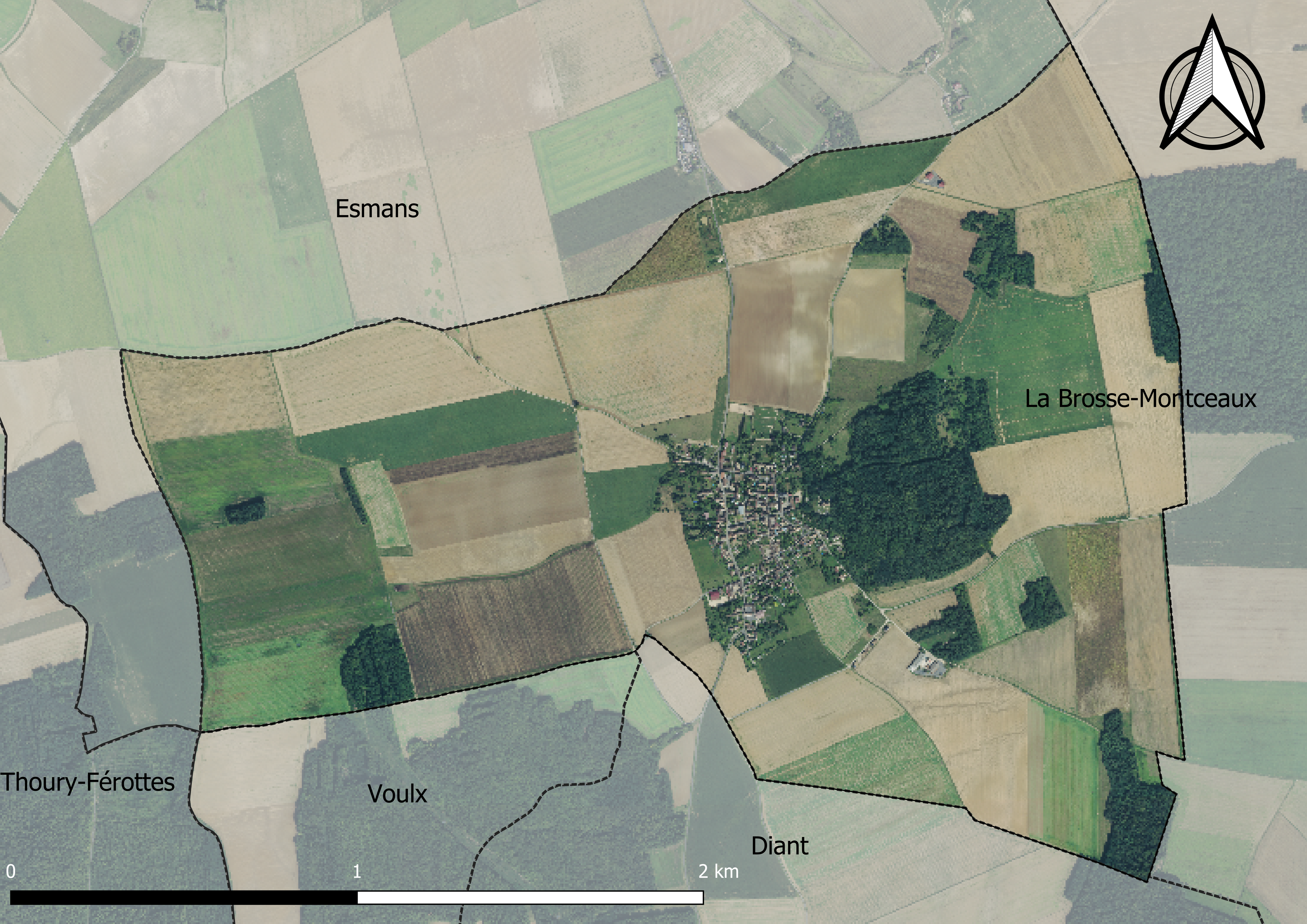
Carte orhophotogrammétrique de la commune.

### Planification
La loi SRU du 13 décembre 2000 a incité les communes à se regrouper au sein d’un établissement public, pour déterminer les partis d’aménagement de l’espace au sein d’un SCoT, un document d’orientation stratégique des politiques publiques à une grande échelle et à un horizon de 20 ans et s'imposant aux documents d'urbanisme locaux, les PLU (Plan local d'urbanisme). La commune est dans le territoire du SCOT Seine et Loing, dont le projet a été arrêté le 3 juillet 2019, porté par le syndicat mixte d’études et de programmation (SMEP) Seine et Loing rassemblant à la fois 44 communes et trois communautés de communes.
La commune disposait en 2019 d'un plan local d'urbanisme approuvé. Le zonage réglementaire et le règlement associé peuvent être consultés sur le Géoportail de l'urbanisme.

### Logement
En 2017, le nombre total de logements dans la commune était de 117 dont 99,1 % de maisons et 0,9 % d'appartements.
Parmi ces logements, 81,2 % étaient des résidences principales, 11,1 % des résidences secondaires et 7,7 % des logements vacants.
La part des ménages fiscaux propriétaires de leur résidence principale s'élevait à 90,5 % contre 7,4 % de locataires et 2,1 % logés gratuitement.

### Voies de communication et transports

#### Transports
En transports en commun, le village est accessible par le réseau de bus Pays de Montereau depuis la gare de Montereau :
- No Ea (La Brosse-Montceaux – Montereau-Fault-Yonne) ;
- No Eb (La Brosse-Montceaux – Montereau-Fault-Yonne).

## Toponymie
Le nom de la localité est mentionné sous les formes de Monte Michao au IXe siècle, ; Monte Macho vers 1136 ; Montmachioth et Mons Mascoth vers 1150 ; Ad Montem Machoi en 1172 ; Montmacho en 1173 ; Mons Machon en 1174 ; Monmachet vers 1222 (Livre des vassaux) ; Monmacho au XIIIe siècle ; Montmachou en 1281 ; Montmacho en 1356.
La commune doit son nom à son origine latine : « Monte Michao » (Mont Saint Michel ou Mont Michel).

## Histoire
Au IXe siècle, Montmachoux est une dépendance de la seigneurie d'Esmans.
La chapelle est desservie par le curé d'Esmans jusqu'en 1662, date à laquelle les habitants de Montmachoux obtiennent qu'un curé demeure en permanence au village, même s'ils continuent de solliciter l'abbaye de Saint-Germain-des-Prés, dont dépend la seigneurie d'Esmans, pour supporter les dépenses de réparation de l'église.

### Seconde Guerre mondiale
En juin 1940, lors de la bataille de France le 8e régiment de tirailleurs sénégalais se dispose en réserve à Montmachoux. Un premier poste garde l'entrée sur la route d'Esmans et un second se trouve au chemin des vignes. Les Allemands attaquent au canon le 16 juin et s'emparent du village. On dénombre au moins 6 morts parmi les tirailleurs ; 3 d'entre eux seront inhumés  dans le cimetière de la commune.

## Politique et administration

### Rattachements administratifs et électoraux
Lors de sa création par la Révolution française, elle était rattachée à l'arrondissement de Fontainebleau, puis en 1926 à celui de Melun, et à nouveau, en 1988, à celui de Fontainebleau. Afin de faire coïncider les limites d'arrondissement et celles des intercommunalités, elle intègre le 1er janvier 2018 l'arrondissement de Provins.
Pour l'élection des députés, elle fait partie depuis 1988 de la deuxième circonscription de Seine-et-Marne.
Elle faisait partie depuis 1801 du canton de Lorrez-le-Bocage-Préaux. Dans le cadre du redécoupage cantonal de 2014 en France, la commune intègre le canton de Nemours.

### Intercommunalité
La commune a adhéré en 2012 à la petite communauté de communes du Bocage Gâtinais.
Dans le cadre des dispositions de la loi portant nouvelle organisation territoriale de la République (Loi NOTRe) du 7 août 2015, qui prévoit que les établissements publics de coopération intercommunale (EPCI) à fiscalité propre doivent avoir un minimum de 15 000 habitants (et 5 000 habitants en zone de montagnes), cette intercommunalité éclate, et certaines de ses communes, dont Biennes, sont rattachées le 1er janvier 2017 à la communauté de communes des Deux Fleuves (CC2F), qui prend, lors de cette extension, la dénomination de communauté de communes du Pays de Montereau, dont est membre la commune.

### Liste des maires
| Période                                  | Période    | Identité                | Étiquette | Qualité                          |
| ---------------------------------------- | ---------- | ----------------------- | --------- | -------------------------------- |
| Les données manquantes sont à compléter. |            |                         |           |                                  |
| 1900                                     | 1904       | Gustave Charrier        |           | Rentier                          |
| 1904                                     | 1908       | François Arthur Maitrat |           | Propriétaire                     |
| 1908                                     | 1912       | Gaston Jules Bordier    |           | Cultivateur                      |
| 1912                                     | 1919       | Albert Pierre           |           | Cultivateur                      |
| 1919                                     | après 1937 | Gustave Bordier         |           | Cultivateur                      |
|                                          |            |                         |           |                                  |
| 1947                                     | 1977       | Marius Bordier          |           |                                  |
| mars 1977                                | mars 2001  | Bernard Piesse          | DVD       | Agriculteur                      |
| mars 2001                                | mars 2008  | André Tate              |           | Commerçant                       |
| mars 2008                                | mars 2014  | Jacques Rousseau        |           | Ancien cadre dirigeant d'une PME |
| mars 2014 ,                              | En cours   | Patrick Jacques         |           |                                  |

### Politique de développement durable
La commune a installé tardivement son réseau assainissement collectif en 1999, tout en remettant en état le réseau d'eau potable. Le remboursement des emprunts amène à un coût de l'eau potable parmi les plus élevés de France en 2014

## Équipements et services

### Eau et assainissement
L’organisation de la distribution de l’eau potable, de la collecte et du traitement des eaux usées et pluviales relève des communes. La loi NOTRe de 2015 a accru le rôle des EPCI à fiscalité propre en leur transférant cette compétence. Ce transfert devait en principe être effectif au 1er janvier 2020, mais la loi Ferrand-Fesneau du 3 août 2018 a introduit la possibilité d’un report de ce transfert au 1er janvier 2026,.

#### Assainissement des eaux usées
En 2020, la commune de Montmachoux ne dispose pas d'assainissement collectif,.
L’assainissement non collectif (ANC) désigne les installations individuelles de traitement des eaux domestiques qui ne sont pas desservies par un réseau public de collecte des eaux usées et qui doivent en conséquence traiter elles-mêmes leurs eaux usées avant de les rejeter dans le milieu naturel. La communauté de communes Pays de Montereau (CCPM) assure pour le compte de la commune le service public d'assainissement non collectif (SPANC), qui a pour mission de vérifier la bonne exécution des travaux de réalisation et de réhabilitation, ainsi que le bon fonctionnement et l’entretien des installations. Cette prestation est déléguée à la SAUR, dont le contrat arrive à échéance le 31 décembre 2026,.

#### Eau potable
En 2020, l'alimentation en eau potable est assurée par la communauté de communes Pays de Montereau (CCPM) qui en a délégué la gestion à l'entreprise Veolia, dont le contrat expire le 31 décembre 2026,,.
Les nappes de Beauce et du Champigny sont classées en zone de répartition des eaux (ZRE), signifiant un déséquilibre entre les besoins en eau et la ressource disponible. Le changement climatique est susceptible d’aggraver ce déséquilibre. Ainsi afin de renforcer la garantie d’une distribution d’une eau de qualité en permanence sur le territoire du département, le troisième Plan départemental de l’eau signé, le 3 octobre 2017, contient un plan d’actions afin d’assurer avec priorisation la sécurisation de l’alimentation en eau potable des Seine-et-Marnais. A cette fin a été préparé et publié en décembre 2020 un schéma départemental d’alimentation en eau potable de secours dans lequel huit secteurs prioritaires sont définis. La commune fait partie du secteur Bocage.

## Population et société

### Démographie
Les habitants sont appelés les Michaomontois.
L'évolution du nombre d'habitants est connue à travers les recensements de la population effectués dans la commune depuis 1793. Pour les communes de moins de 10 000 habitants, une enquête de recensement portant sur toute la population est réalisée tous les cinq ans, les populations de référence des années intermédiaires étant quant à elles estimées par interpolation ou extrapolation. Pour la commune, le premier recensement exhaustif entrant dans le cadre du nouveau dispositif a été réalisé en 2007.

En 2022, la commune comptait 228 habitants, en évolution de −5,39 % par rapport à 2016 (Seine-et-Marne : +3,92 %, France hors Mayotte : +2,11 %).
| 1793 | 1800 | 1806 | 1821 | 1831 | 1836 | 1841 | 1846 | 1851 |
| ---- | ---- | ---- | ---- | ---- | ---- | ---- | ---- | ---- |
| 238  | 267  | 253  | 298  | 298  | 325  | 307  | 314  | 342  |

| 1856 | 1861 | 1866 | 1872 | 1876 | 1881 | 1886 | 1891 | 1896 |
| ---- | ---- | ---- | ---- | ---- | ---- | ---- | ---- | ---- |
| 317  | 315  | 312  | 277  | 278  | 258  | 269  | 268  | 278  |

| 1901 | 1906 | 1911 | 1921 | 1926 | 1931 | 1936 | 1946 | 1954 |
| ---- | ---- | ---- | ---- | ---- | ---- | ---- | ---- | ---- |
| 280  | 264  | 228  | 179  | 193  | 179  | 177  | 185  | 171  |

| 1962 | 1968 | 1975 | 1982 | 1990 | 1999 | 2006 | 2007 | 2012 |
| ---- | ---- | ---- | ---- | ---- | ---- | ---- | ---- | ---- |
| 179  | 164  | 147  | 158  | 167  | 220  | 230  | 231  | 235  |

| 2017 | 2022 | - | - | - | - | - | - | - |
| ---- | ---- | - | - | - | - | - | - | - |
| 246  | 228  | - | - | - | - | - | - | - |

### Enseignement
La commune ne dispose pas d’école primaire publique (maternelle ou élémentaire).

## Économie

### Revenus de la population et fiscalité
En 2017, le nombre de ménages fiscaux de la commune était de 93, représentant 233 personnes et la  médiane du revenu disponible par unité de consommation  de 23 710 euros.

### Emploi
En 2017 , le nombre total d’emplois dans la zone était de 18, occupant 87 actifs  résidants.
Le taux d'activité de la population (actifs ayant un emploi) âgée de 15 à 64 ans s'élevait à  60,1 % contre un taux de chômage de 7 %.
Les 32,9 % d’inactifs se répartissent de la façon suivante : 9,1 % d’étudiants et stagiaires non rémunérés, 15,4 % de retraités ou préretraités et 8,4 % pour les autres inactifs.

### Entreprises et commerces
En 2015, le nombre d'établissements actifs était de 19 dont 6 dans l'agriculture-sylviculture-pêche, 2 dans la construction, 9 dans le commerce-transports-services divers et 2  étaient relatifs au secteur administratif.
Ces établissements ont pourvu 7 postes salariés.
- Parmi les exploitations agricoles, il faut compter un élevage d'autruches créé en 1987[64].

### Secteurs d'activité

#### Agriculture
Montmachoux est dans la petite région agricole dénommée la « Bocage gâtinais », à l'extrême sud du département. En 2010, l'orientation technico-économique de l'agriculture sur la commune est la culture de céréales et d'oléoprotéagineux (COP).
Si la productivité agricole de la Seine-et-Marne se situe dans le peloton de tête des départements français, le département enregistre un double phénomène de disparition des terres cultivables (près de 2 000 ha par an dans les années 1980, moins dans les années 2000) et de réduction d'environ 30 % du nombre d'agriculteurs dans les années 2010. Cette tendance se retrouve au niveau de la commune où le nombre d’exploitations est passé de 7 en 1988 à 6 en 2010. Parallèlement, la taille de ces exploitations augmente, passant de 83 ha en 1988 à 96 ha en 2010.
Le tableau ci-dessous présente les principales caractéristiques des exploitations agricoles de Montmachoux, observées sur une période de 22 ans : 
|                                      | 1988 | 2000 | 2010 |
| ------------------------------------ | ---- | ---- | ---- |
| Dimension économique,                |      |      |      |
| Nombre d’exploitations (u)           | 7    | 4    | 6    |
| Travail (UTA)                        | 9    | 8    | 7    |
| Surface agricole utilisée (ha)       | 582  | 424  | 575  |
| Cultures                             |      |      |      |
| Terres labourables (ha)              | 577  | 406  | 556  |
| Céréales (ha)                        | 406  | 228  | 354  |
| dont blé tendre (ha)                 | 279  | 209  | 268  |
| dont maïs-grain et maïs-semence (ha) | 90   | s    | 19   |
| Tournesol (ha)                       | 76   | 58   | 68   |
| Colza et navette (ha)                | 46   | 54   | 77   |
| Élevage                              |      |      |      |
| Cheptel (UGBTA)                      | 165  | 100  | 2    |

## Culture locale et patrimoine

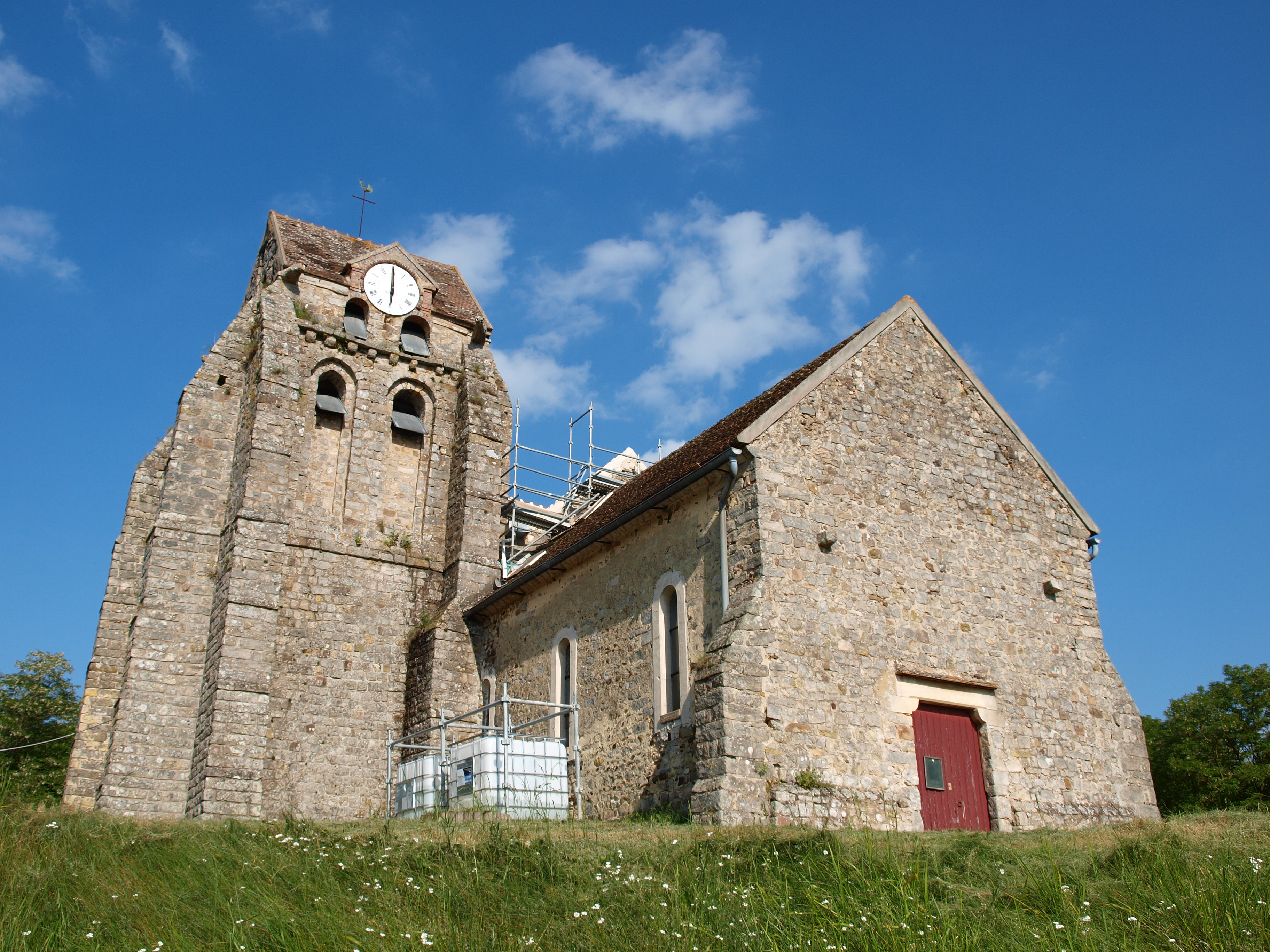
L'église Saint-Martin.

### Lieux et monuments
- L'église Saint-Martin du XIe siècle, inscrite au titre des monuments historiques en 1926[68],[69].
- Dans le cimetière, jouxtant l'église, et devant le monument aux morts se trouve un carré militaire de trois tombes de tirailleurs sénégalais tombés au début de la Seconde Guerre mondiale en défendant la commune.
- Également dans le cimetière, trois croix en ferronnerie du XIXe siècle, sur les tombes de Jérôme Venet, Placide Nonat et Emmerencienne Cousin, classées monuments historiques[70].
- Croix de chemin, au carrefour des Noues[71].
- Croix de Saint-Constant[72].
- Le « sentier des croix », boucle pédestre de 7 km inaugurée en 2013, dont l'origine se trouve au parvis de l'église[73].

### Galerie

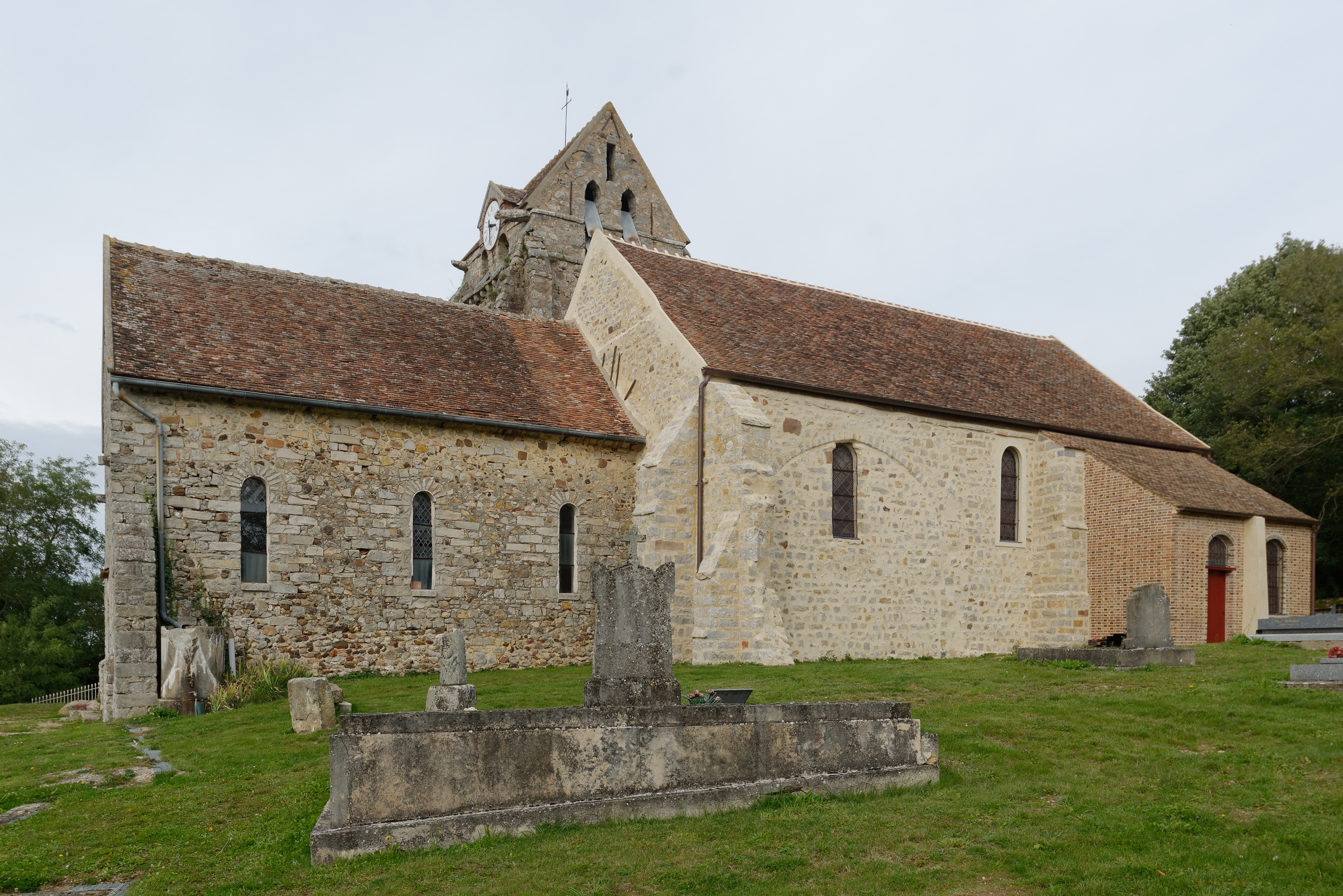
Côté de l'église.
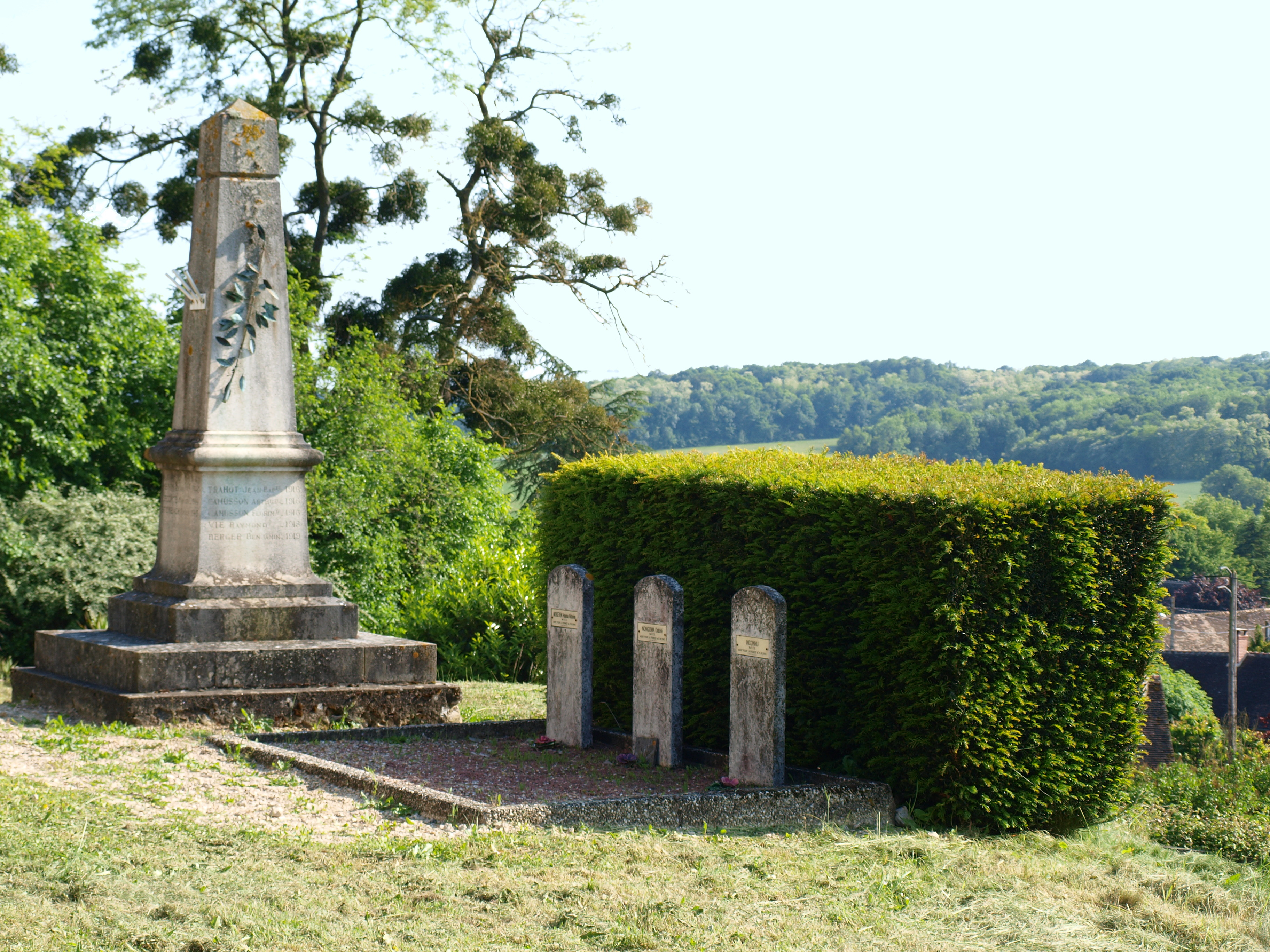
Monument aux morts et carré militaire.
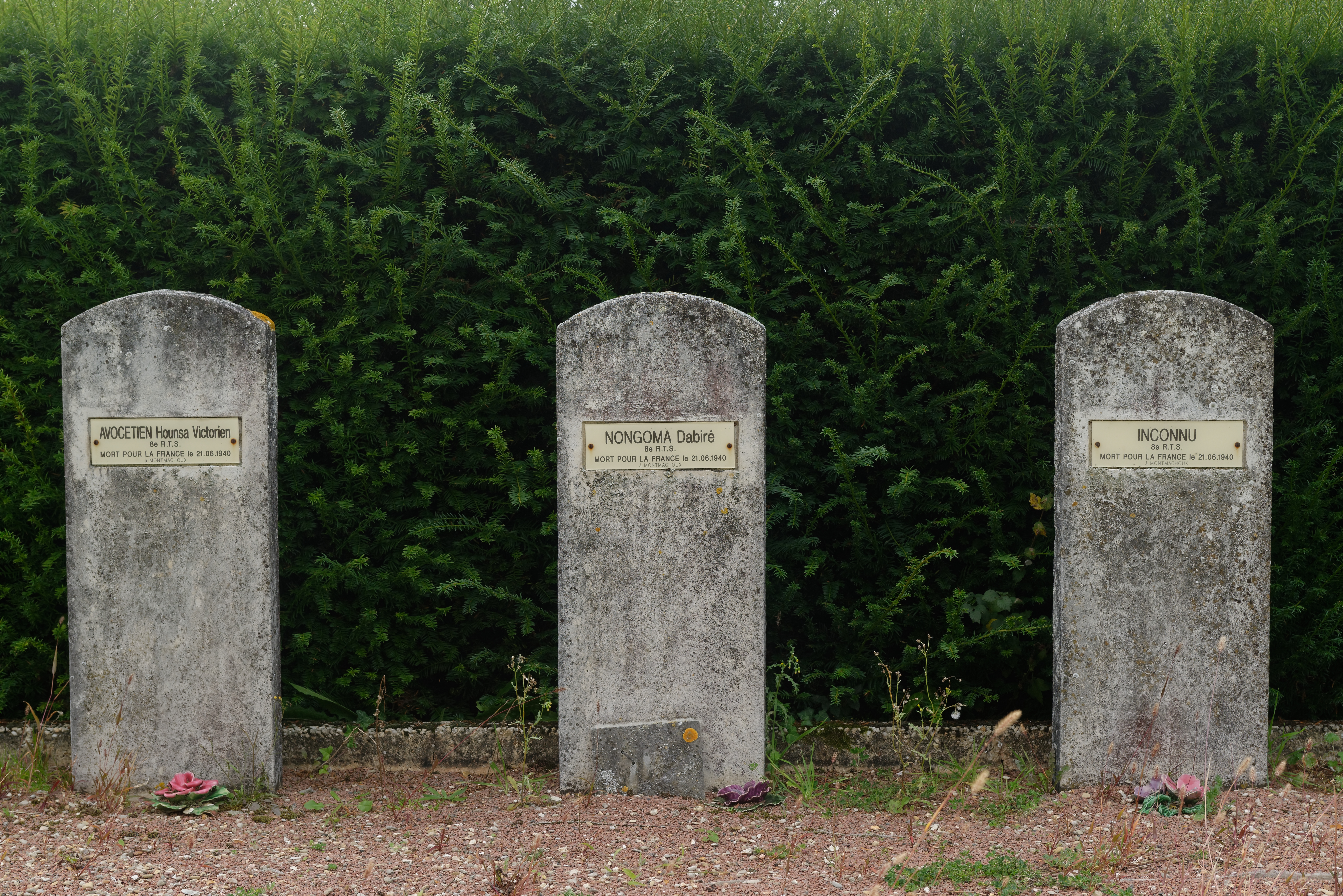
Tombes des Tirailleurs sénégalais morts en défendant le village.
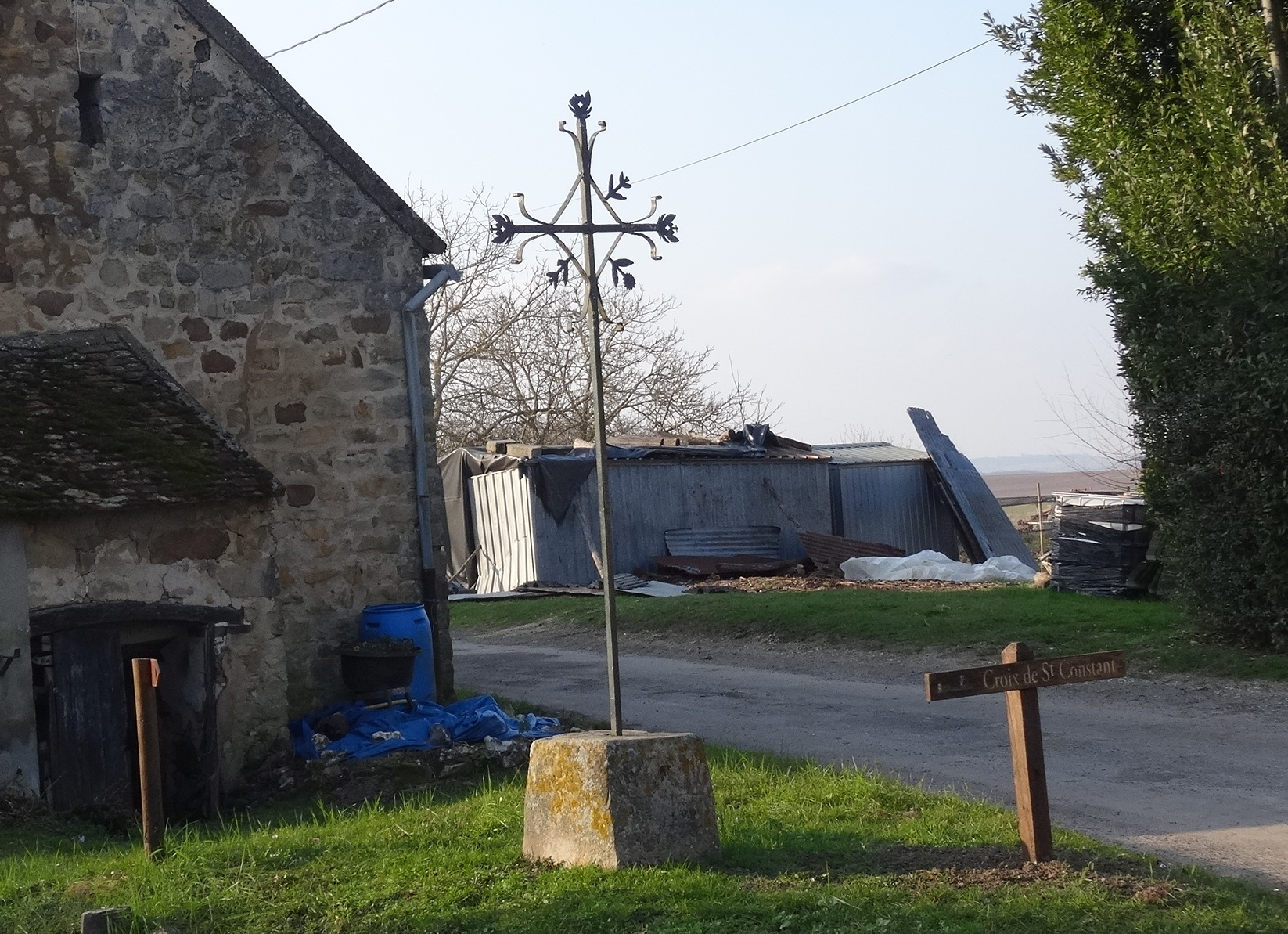
Croix de Saint-Constant.
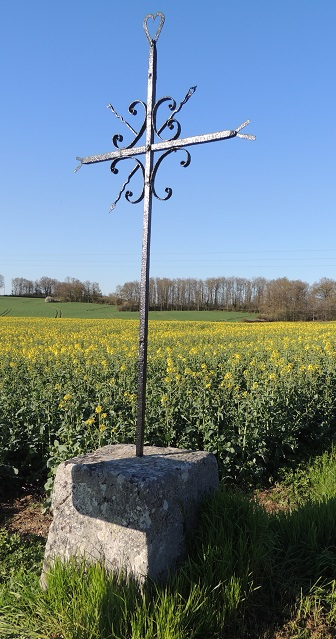
Croix du carrefour des Noues.

### Personnalités liées à la commune
- Marceau Pivert, instituteur, syndicaliste, et militant socialiste français, est né à Montmachoux le 2 octobre 1895. Il est mort le 3 juin 1958[74].
- Le Père Piat, curé de Montmachoux, oblat, tué par la Gestapo le 24 juillet 1944 à La Brosse-Montceaux[réf. nécessaire].